# Juicio Quinta de los Méndez
Juicio Quinta de los Méndez fue un juicio iniciado el 9 de febrero de 2012 en el que se juzgó el secuestro y homicidio del abogado Carlos Alberto Moreno en el contexto de los juicios por delitos de lesa humanidad con motivo de los Procesos de Memoria, Verdad y Justicia.

## Contexto
Los juicios por delitos de lesa humanidad  son los procesos llevados a cabo por violaciones a los derechos humanos realizados en el marco del terrorismo de Estado ocurrido durante la última dictadura militar en la Argentina entre 1976 y 1983. Entre 1986 y 1991 fueron suspendidos por la sanción de la Ley de Obediencia Debida y la Ley de Punto Final y los Indultos. En 2003 las mencionadas leyes fueron declaradas nulas por el Congreso Nacional. En 2005, la Corte Suprema de Justicia declaró la inconstitucionalidad de dichas leyes dando cauce a la reanudación de los juicios que habían sido suspendidos y la reapertura de nuevas causas.

## Descripción del juicio

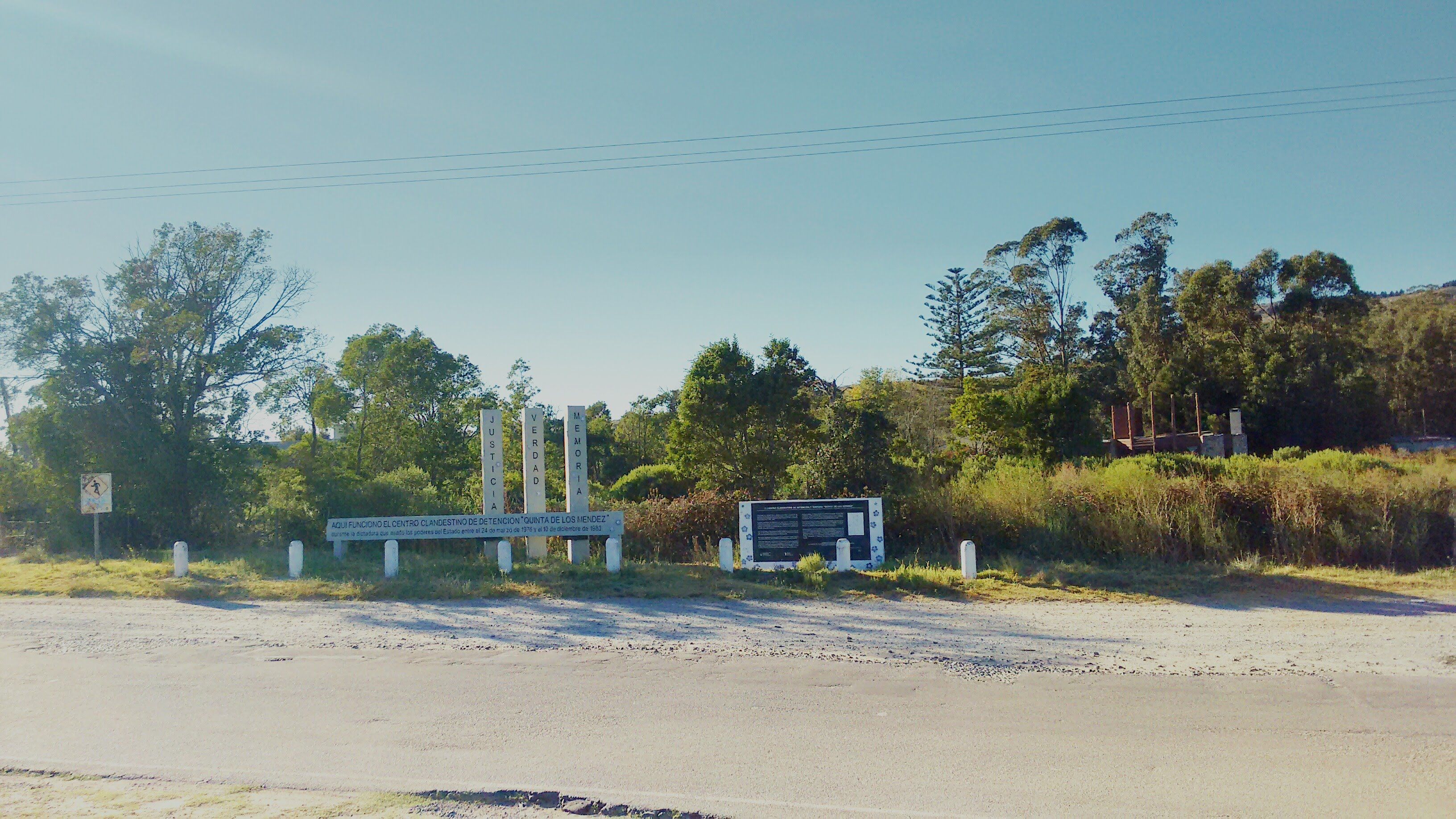
Quinta de Méndez, lugar donde estuviese detenido ilegítimamente el abogado Carlos Alberto Moreno

El juicio Quinta de Méndez procesó y condenó a los responsables del secuestro, imposición de tormentos y desaparición del abogado laboralista Carlos Alberto Moreno quien tenía a su cargo un conjunto de causas de los empleados de la empresa Loma Negra. En 1977, en la localidad de Olavarría, Moreno fue secuestrado y traslado a una propiedad de los hermanos Emilio y Julio Méndez que funcionó en forma temporal como centro clandestino de detención. La peculiaridad de este juicio fue la imputación de responsabilidad penal a militares y civiles. El Coronel Julio Alberto Tomassi, el Coronel Roque Ítalo Pappalardo y el suboficial mayor José Luis Ojeda, responsables del área 121 y del Batallón Logístico 1 de Tandil,  efectuaron el secuestro, la imposición de tormentos y el homicidio de Moreno. Los hermanos Méndez fueron responsabilizados por ceder a los militares la quinta de su propiedad, Quinta de los Méndez, que funcionó como espacio de detención y tortura del abogado Moreno.

## Investigaciones originadas a partir del juicio
La sentencia del juicio Quinta de Méndez, además de condenar a los militares y civiles involucrados en los delitos cometidos en contra del abogado laboralista, ordenaron el inicio de nuevas investigaciones sobre civiles implicados en la causa. Por un lado, los jueces solicitaron la investigación del personal jerárquico de la empresa Loma Negra ya que Moreno llevaba adelante las causas de los empleados de la empresa que tenían problemas pulmonares por las malas condiciones de trabajo. Por otro, se ordenó la investigación de Jaime Smart, ministro de gobierno durante la desaparición de Moreno por gestar un comunicado del Primer Cuerpo de Ejército que brindó datos falsos sobre la muerte de Moreno.

## Condenas
Julio Alberto Tomassi, Roque Ïtalo Papalardo y José Luis Ojeda fueron condenados a prisión perpetua e inhibidos del goce de la jubilación. Dichas condenas correspondieron a los cargos de privación de la libertad doblemente agravada por tratarse de funcionarios públicos. Emilio Méndez fue condenado a 15 años de prisión y Julio Méndez a once años de prisión. En ambos casos, el tribunal los consideró partícipes de los delitos de apropiación ilegal de la libertad e imposición de tormentos. Esta condena fue pronunciada por el Tribunal Oral Federal de Mar del Plata el 30 de marzo de 2012.  Posteriormente, el 29 de agosto de 2013, la Sala IV de la Cámara de Casación Penal confirmó las cinco condenas.
En relación con los hechos, el tribunal tuvo testimonios sobre la existencia del centro clandestino de detención en la chacra propiedad de los imputados, lugar en el que, luego de ser privado ilegítimamente de la libertad, Carlos Alberto Moreno, un perseguido político, permaneció en cautiverio, fue sometido a tormentos, recapturado luego de un intento de fuga y posteriormente ejecutado. De ninguna manera la defensa basada en la obediencia a órdenes superiores puede exculpar la comisión de hechos atroces o aberrantes. Los crímenes contra la humanidad capturan la realización de conductas tan manifiestamente ilícitas que la alegación de un error sobre tal carácter sólo puede encontrar amparo en un agente cuyas capacidades psíquicas se hallan comprometidas al punto tal que no es capaz de comprender el concepto mismo de dignidad humana y en tal caso, sería la patología, y no el error, aquello que justificaría la exclusión o la disminución de la culpabilidad. La pena de prisión perpetua en nuestro país, pese a su severidad, no puede ser encuadrada como inhumana o degradante.